# 레카 사보
레카 조피아 라저르사보(루마니아어: Reka Zsofia Lazăr-Szabo, 1967년 3월 11일~)는 루마니아계 독일인 펜싱 선수, 지도자로 주 종목은 플뢰레이다. 1992년 하계 올림픽 여자 플뢰레 단체전 동메달,  1996년 하계 올림픽 여자 플뢰레 단체전 은메달을 획득했다. 또한 세계 선수권 대회에서 금메달 2개, 은메달 4개, 동메달 2개, 유럽 선수권 대회에서 금메달 1개, 은메달 1개, 동메달 2개를 획득했다.

## 개인사
사보는 1999년 루마니아 펜싱 선수인 빌모슈 사보와 결혼했다. 아들인 마티아스 사보는 독일 국가대표 펜싱 선수로 활동하고 있다.